# Češča vas
Češča vas – wieś w Słowenii, w gminie miejskiej Novo mesto. W 2018 roku liczyła 131 mieszkańców.